# Hölderlin im Kreisverkehr

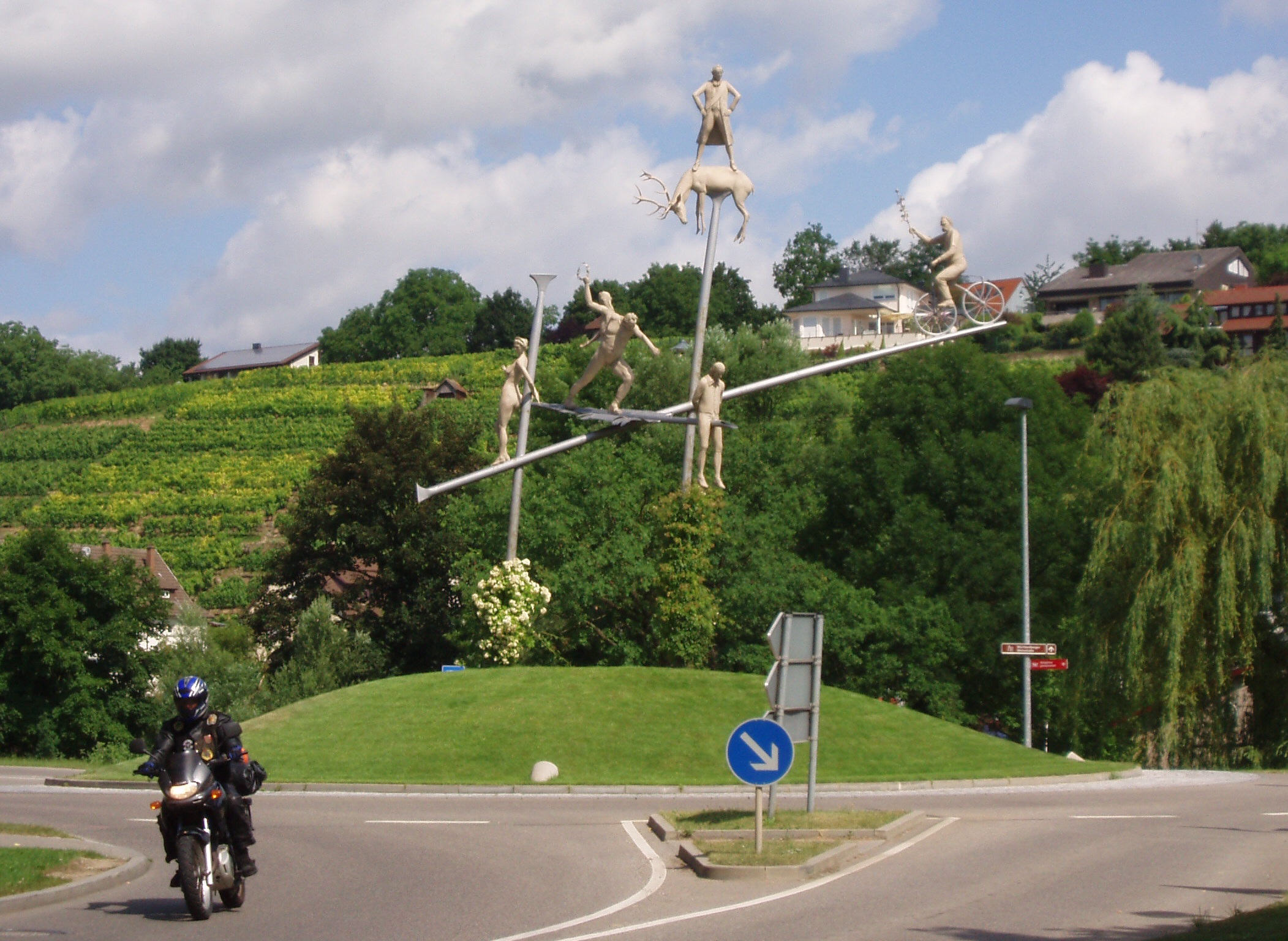
Gesamtansicht

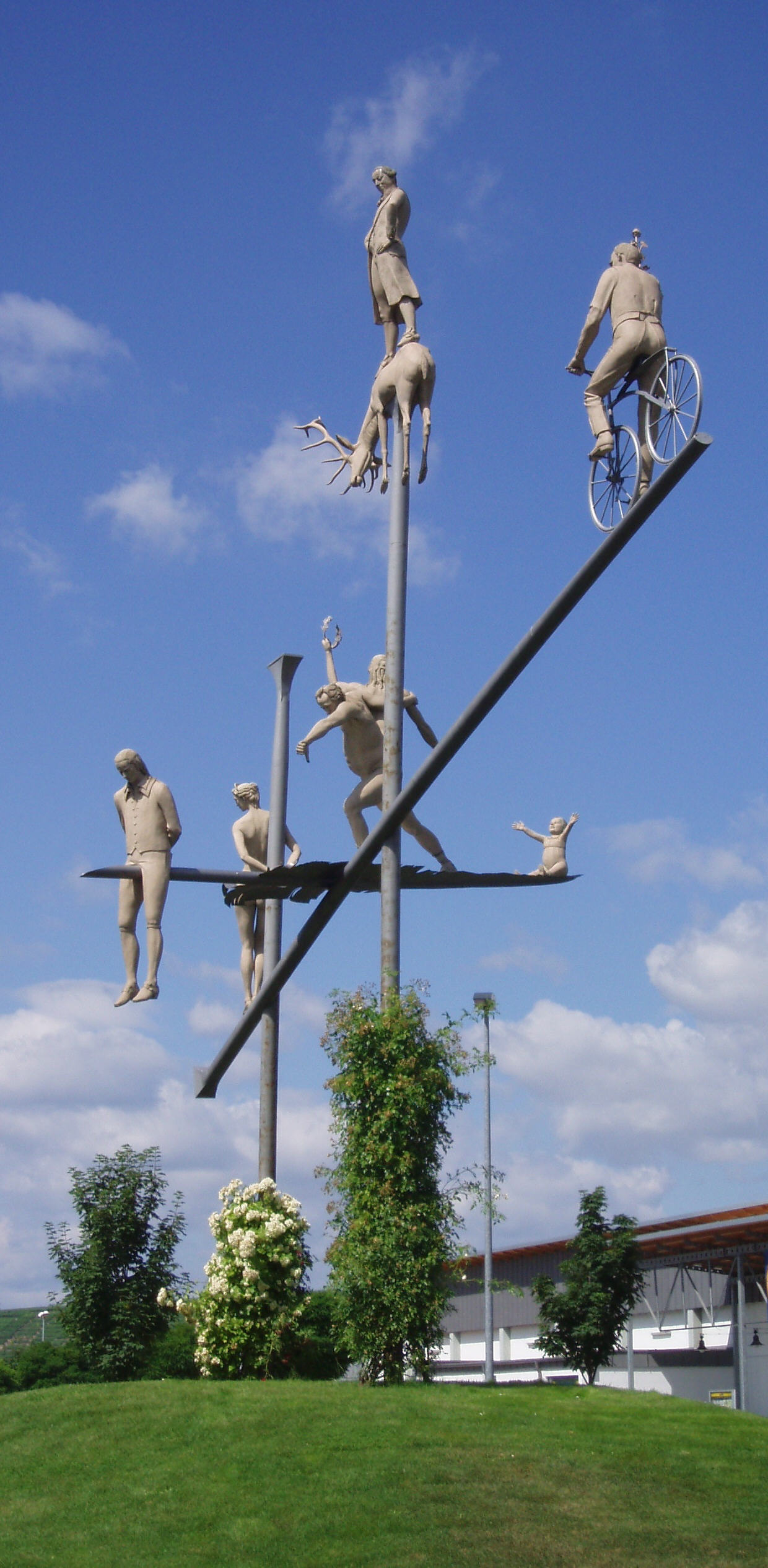
Ansicht von rechts

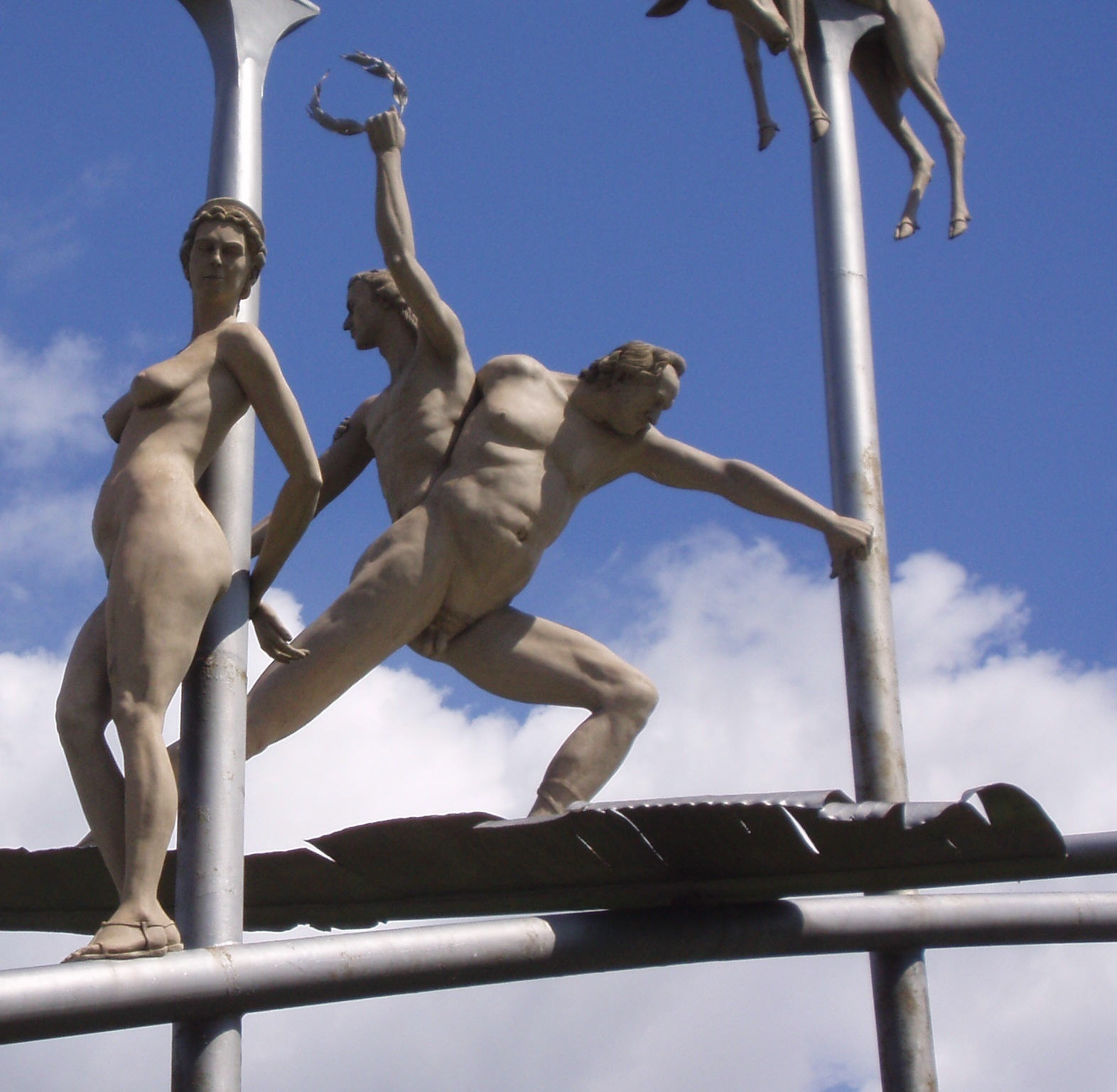
Diotima, Schiller und Goethe

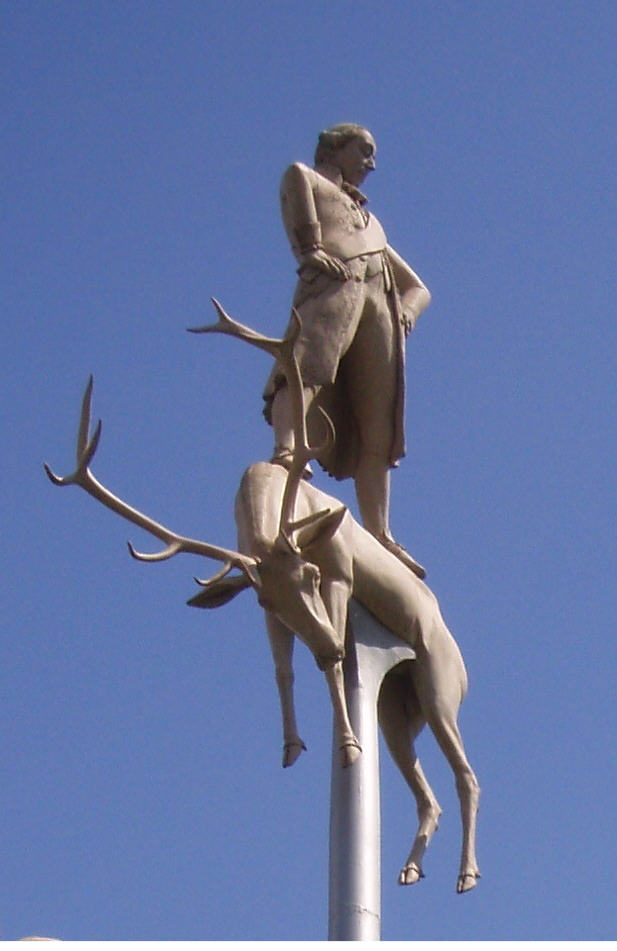
Carl Eugen

Hölderlin im Kreisverkehr ist ein Kreiselkunstwerk von Peter Lenk, das seit 2003 in Friedrich Hölderlins Geburtsstadt Lauffen am Neckar steht.

## Grundgerüst
Das 130 000 Euro teure Auftragswerk besteht aus Gussstein und Metall. Das Gerüst, auf dem die Figuren angebracht sind, hat die Form eines leicht nach rechts geneigten großen H, dessen Querstrich über die Seitenteile hinausragt und von links nach rechts aufsteigt. Obwohl die Komposition, entsprechend ihrem Aufstellungsort, keine eigentliche Schauseite hat, lässt sich durch dieses buchstabenförmige Grundgerüst eine Vorderseite ausmachen. Diese Vorderseite ist der Innenstadt bzw. der Durchgangsstraße, die die Bahnlinie unterquert, zugewandt. Eine weitere Achse bildet ein großer Federkiel, der auf dem Querbalken des H balanciert und mehrere Figuren trägt – vor allem die des Namensgebers des Kunstwerks. Die Spitze des 7,32 m langen Federkiels weist ebenfalls Richtung Innenstadt. Der Aufbau des Werks soll eine Sichtachse zum Klosterhof-Areal herstellen, in dem Hölderlin seine frühen Kinderjahre verbrachte.

## Figuren
Hölderlin ist in Lenks Komposition gleich zweimal vertreten, einmal in Gestalt eines Kleinkindes, das auf dem Ende des Federkiels sitzend in den Himmel blickt und die Arme ausbreitet, einmal als Erwachsener. Der erwachsene Hölderlin bildet das Zentrum der Frontansicht. Er sitzt rittlings und mit geneigtem Haupt sowie auf dem Rücken gekreuzten Händen auf dem vorderen Ende des Federkiels und lässt seine Füße hängen – die Körpersprache der beiden Hölderlinfiguren bildet also einen deutlichen Kontrast. 
Während Hölderlin sich in beiden Darstellungen vollständig und zeitgemäß bekleidet zeigt, agieren die Dioskuren Schiller und Goethe, die hinter ihm auf der Feder stehen, nackt. Sie bilden ein eigentümliches Doppelwesen, eine Art siamesischen Zwilling, der nur einen gemeinsamen Unterleib besitzt. Dieser passt anatomisch zu Goethes Oberkörper, der in einem Stemmschritt dem erwachsenen Hölderlin zugewandt ist. Mit dem abwärtsgerichteten linken Daumen signalisiert die Goethefigur die Ablehnung der Werke Hölderlins. Die rechte Hand ist in etwas gewaltsamer Geste auf den Oberarm der Schillergestalt gelegt, die oberhalb der Hüften aus Goethes Rücken herauswächst und in die entgegengesetzte Richtung weist. Schiller, der dem aufblickenden Hölderlin in Kindergestalt zugewandt ist, hält einen Lorbeerkranz empor. Man kann in dieser Doppelgestalt ein Zitat des Goethe-Schiller-Denkmals in Weimar sehen und in der Darstellung Schillers Anklänge an die Dannecker-Statue erkennen.
Eine weitere nackte Figur steht auf dem unteren Ende des Querbalkens und wendet dem Federkiel den Rücken zu: Susette Gontard als Diotima lehnt lässig am linken Seitenteil des H, die Hände hinter diesem Träger gekreuzt.
Vom oberen Ende des Querbalkens her fährt Friedrich Nietzsche auf einem altertümlichen Fahrrad auf die Gruppe zu, die linke Hand am Lenker, in der erhobenen Rechten eine Art Thyrsos mit Weintrauben haltend. Im Gegensatz zu den soeben erwähnten drei Personen ist er wiederum bekleidet. 
Auf der Spitze des rechten, höheren Trägers liegt mit hängenden Beinen und hängendem Kopf der erlegte Württemberger Hirsch. Breitbeinig und in selbstbewusster Pose steht der einstige Landesherr Carl Eugen, Herzog von Württemberg, auf dem Tier. Er bildet den oberen Abschluss des Kunstwerks und ist in dieselbe Richtung gewandt wie die beiden Hölderlinfiguren. Auf den erwachsenen Hölderlin blickt er mit strenger Miene herab.

## Interpretationen und Reaktionen
Die Stadt Lauffen, in der Hölderlin seine ersten vier Lebensjahre verbracht hat, gab das Werk als ihr zweites Denkmal für Hölderlin in Auftrag. Peter Lenk selbst wies bei der Einweihung der Figurengruppe darauf hin, dass es sowohl bei der Dichtkunst als auch bei der Liebe als auch bei der Macht um die Balance gehe; alle drei Elemente sind durch die Figuren des Kunstwerks vertreten. Der Journalist Siegfried Schilling sah in dem Kunstwerk eine Aufforderung sowohl zur Kritik als auch zur Toleranz und Liberalität. Als himmelsstürmende Metallskulptur wurde Hölderlin im Kreisverkehr – nicht ganz korrekt – in der Berliner Morgenpost bezeichnet.